# Ghods
 (novembre 2021).
La mise en forme du texte ne suit pas les recommandations de Wikipédia : il faut le « wikifier ».
Les points d'amélioration suivants sont les cas les plus fréquents :
- Les titres sont pré-formatés par le logiciel. Ils ne sont ni en capitales, ni en gras.
- Le texte ne doit pas être écrit en capitales (les noms de famille non plus), ni en gras, ni en italique, ni en « petit »…
- Le gras n'est utilisé que pour surligner le titre de l'article dans l'introduction, une seule fois.
- L'italique est rarement utilisé : mots en langue étrangère, titres d'œuvres, noms de bateaux, etc.
- Les citations ne sont pas en italique mais en corps de texte normal. Elles sont entourées par des guillemets français : « et ».
- Les listes à puces sont à éviter, des paragraphes rédigés étant largement préférés. Les tableaux sont à réserver à la présentation de données structurées (résultats, etc.).
- Les appels de note de bas de page (petits chiffres en exposant, introduits par l'outil «  Source ») sont à placer entre la fin de phrase et le point final[comme ça].
- Les liens internes (vers d'autres articles de Wikipédia) sont à choisir avec parcimonie. Créez des liens vers des articles approfondissant le sujet. Les termes génériques sans rapport avec le sujet sont à éviter, ainsi que les répétitions de liens vers un même terme.
- Les liens externes sont à placer uniquement dans une section « Liens externes », à la fin de l'article. Ces liens sont à choisir avec parcimonie suivant les règles définies. Si un lien sert de source à l'article, son insertion dans le texte est à faire par les notes de bas de page.
- La présentation des références doit suivre les conventions bibliographiques. Il est recommandé d'utiliser les modèles {{Ouvrage}}, {{Chapitre}}, {{Article}}, {{Lien web}} et/ou {{Bibliographie}}. Le mode d'édition visuel peut mettre en forme automatiquement les références.
- Insérer une infobox (cadre d'informations à droite) n'est pas obligatoire pour parachever la mise en page.

Pour une aide détaillée, merci de consulter Aide:Wikification.
Si vous pensez que ces points ont été résolus, vous pouvez retirer ce bandeau et améliorer la mise en forme d'un autre article.
 (novembre 2021).
- Si vous ne connaissez pas le sujet, laissez ce bandeau (vous pouvez alors contacter les auteurs).
- Si vous supprimez le contenu mis en cause (vous pouvez préalablement contacter les auteurs),

argumentez précisément cette suppression dans la page de discussion
(un manque de référence n'est pas un argument ; une recherche réelle de référence doit avoir été effectuée, être formellement documentée).
L'une des villes de l'ouest de la province de Téhéran est la ville de Ghods, située à 20 km de l'autoroute Fatah. Cette ville est adjacente aux villes de Shahriar et Baghistan au sud, à la région de Chitgar à l'est, à la ville d'And isheh à l'ouest et à Ward avard au nord. La distance entre Ghods et Téhéran est d'environ 32 km. La ville de Quds a été fondée en 1989. Avant cette année, la ville était connue sous le nom de Fort Hassan Khan. La raison pour laquelle il a été nommé Château Hassan Khan était l'existence de deux châteaux en forme de porte dans la ville, dont le propriétaire s'appelait Hassan Khan. Dans cet article, vous en apprendrez plus sur le quartier de Shahr-e-Quds et ses installations.
La situation dans la ville de Quds est très appropriée pour la résidence des immigrants et des travailleurs de cette ville en raison d'un climat approprié et de bonnes installations sociales, éducatives et médicales. Il est accessible à environ 10 km de Jérusalem via la station de métro Word Award sur la ligne 5. L'accès à Shahr-e-Quds est également possible en utilisant les trains de banlieue qui relient Téhéran à Hashtgerd, Qazvin et Karaj. Shahr-e-Quds compte 5 boulevards importants et principaux appelés Enghelab Boulevard, Producer Boulevard, Imam Hossein Boulevard, Kalhor Boulevard et Imamzadeh Boulevard, qui sont parmi les plus grands boulevards de cette ville. La rue Taleghani, la rue Valiasr et la rue Shariati font également partie des rues importantes de cette ville.

## Où est le quartier de la ville de Quds?
La ville de Ghods est l'une des villes de l'ouest de la province de Téhéran, située à 20 km de l'autoroute du Fatah. Par conséquent, en réponse à la question que la ville de Quds est un quartier de plusieurs Téhérans, nous devons dire que cette ville est l'une des villes de la province de Téhéran. Par conséquent, Shahr-e-Quds n'est pas inclus dans la division de Téhéran. Cette ville est adjacente aux villes de Shahriar et Baghistan au sud, à la région de Chitgar à l'est, à la ville d'Andi sheh à l'ouest et à Ward avard au nord. Vivre à Jérusalem, en raison de son climat et de ses contreforts convenables, a permis aux immigrants d'autres villes d'Iran de vivre. Il y a beaucoup de jardins, de mines et de fermes dans cette ville

## Plan de la ville de Quds
La ville de Ghods est à environ 32 km du centre de Téhéran et à environ 22,5 km de la place Azadi. Cette ville est située à l'ouest de Téhéran et se trouve à une courte distance de la capitale. En cliquant sur ce lien, vous pouvez voir la zone générale, les itinéraires et les installations de Shahr-e-Quds dans l'application Balad. Dans l'image ci-dessous, vous pouvez voir la carte interactive de la ville, qui peut être agrandie et déplacée..

## Histoire du quartier de la ville de Quds
Shahr-e-Quds a été créé en 1989. Avant cette année, la ville était connue sous le nom de château Hassan Khan. La ville de Quds était autrefois un petit village. La raison pour laquelle il a été nommé Château Hassan Khan était l'existence de deux châteaux en forme de porte dans la ville, dont le propriétaire s'appelait Hassan Khan. Pendant la période Qajar, cette région était une plaine fertile qui a progressivement changé de climat en raison de la croissance de l'urbanisation.
L'établissement de plusieurs usines près du village de Qala-e-Hasan Khan et l'installation d'ouvriers dans ce village ont progressivement transformé Qala-e-Hasan Khan en une ville de peuplement. Son climat agréable a également attiré de nombreux immigrants. La distance entre Shahr-e-Quds et Téhéran est d'environ 32 km. Dans le passé, cette ville était un lieu de repos pour les personnes qui voulaient quitter Téhéran pour Karaj. Bien sûr, certaines personnes pensent également qu'au début le nom de cette ville était Sabzeh Almas, qui a été rebaptisé Château Hassan Khan après qu'Amir Tuman, qui était le chef des chasseurs de cette région, a saisi la terre.

## Installations de quartier
La situation dans la ville de Quds est très appropriée pour la résidence des immigrants et des travailleurs en raison de son climat favorable et de ses bonnes installations sociales, éducatives et médicales. Parmi les équipements de cette ville, on peut citer :
Grands parcs d'Azad egan et de Valiasr
Stade des Martyrs pour 25 000 personnes
Centre culturel Coran et Atrat, Complexe culturel Zeinabieh, Centre culturel familial, Santé
Université Shahr-e-Quds : Université islam ique Azad, Branche Shahr-e-Quds, Université scientifique appliquée, Université Payam-e-Noor, Branche de la ville de Qods
Cinéma et amphithéâtre de la culture et de l'art
Jardin National
Maison de la Culture : Martyrs de Kavousieh, Martyrs de Sor kh Hesar, Allameh Dehkhoda, Allameh Tabatabai
jeune maison
Galerie Naghshungar
Association des calligraphes de Jérusalem
Écoles à différents niveaux d'enseignement
12 Hôpital de la sécurité sociale de Bahman
Pharmacie de nuit
Imamzadeh de Hazrat Abolhassan (AS) et Abol hassin (AS)

## Transports publics et métro à Jérusalem
La ville de Ghods est l'une des villes proches de Téhéran et la station de métro la plus proche de Téhéran est la station Ward avard. Par conséquent, la station de métro Shahr-e-Quds n'a pas été construite séparément et il est possible d'atteindre environ 10 km de Shahr-e-Quds via la station de métro Word Ward sur la ligne 5 et d'entrer à Qods en taxi ou en bus. Bien sûr, le meilleur moyen d'accès à Jérusalem est les trains de banlieue qui relient Téhéran à Hashtgerd, Qazvin et Karaj. Ces trains s'arrêtent également à la gare de Shahr-e-Quds.

## Rues importantes du quartier de Shahr-e-Quds
La ville de Quds compte 5 boulevards importants et principaux appelés boulevard Enghelab, boulevard des producteurs, boulevard Imam Hossein, boulevard Kalhor et boulevard Imamzadeh, qui sont parmi les plus grands boulevards de cette ville. La rue Taleghani, la rue Valiasr et la rue Shariati font également partie des rues importantes de cette ville.